# Store Kongensgade Fajancefabrik
Store Kongensgade Fajancefabrik var en dansk keramikvirksomhed, der producerede fajance. Den blev grundlagt i 1722 og lå i Store Kongensgade i København. Det var den første fajanceproducent i Norden. Den huske særlig for sine bispeboller og bakeborde, men også for dekorative keramikfliser til historiske bygniner. Store Kongensgade Fajancefabrik lukkede i 1770'erne.

## Historie
Den 27. november 1722 gav Frederik 4. et konsortium kongelig licens til at etablere en fajancevirksomhed i København med monopol på produktionen af fajance med blå dekorationer. Virksomheden blev placeret på hjørne at Store Kongensgade og nutidens Fredericiagade og blev også omtalt som Delf's Porcelins Fabrique eller Hollandsch Steentøjs Fabrique. En af grundlæggerne var Rasmus Æreboe.
Den første direktør for fabrikken var Johan Wolff. I 1728 blev han efterfulgt af Johan Ernst Pfau (ca 1685-1752).
Bryggeren Christian Gierløf (1706-86) overtog fabrikken i 1749. Han oplevede kort efter ny konkurrence fra Jacob Fortlings Kastrup Værk på Amager, der var en fajanceproducent etableret af Peter Hofnagel på Østerbro. Hofnagel havde tidligere ejet Herrebö Faience Manufactury i Norge. Fabrikket i Store Kongensgade kæmpede med med at holde produktionen kørende i 1760'erne, hvilket kuminerede med at deres monopol på den blå fajance blev brugt i 1769. Virksomheden lukkede helt før 1779.

## Produkter
Et karakteristisk produkt fra Store Kongesgade Fajancefabrik var de såkaldt bispeboller, der var en type punchbowle designet i form som en mitra (bispehat), der blev brugt til at servere en alkoholisk kendt som "biskop". Virksomheden fremstillede også bakkeborde. Deres produkter var normalt blå, men manganviolette dekorationer ses også. Hverdagsgenstande og fliser blev også fremstillet. Bl.a. har virksomheden fremstillet fliserne til Frederiksborgs Køkken (1735) og til trappen på Eremitageslottet (1737).
Et bakkebord (1749-1771), en punchbowle (1740) og et Plateau (1726) fra Store Kongensgade Fajancefabrik er udstillet i Davids Samling.

## Galleri
- Trapperummet på Eremitageslottet med fliser fra Store Kongensgade Fajancefabrik.
- Punchbowle fremstillet af Store Kongesgade Fajancefabrik udtsillet på Frederiksborg Slot.

## Yderliere læsning
- Øigaard, A: Fajancefabrikken i Store Kongensgade. Gyldendal, København 1936.